# Koszmosz–638
A Koszmosz–638 (oroszul: Космос–638) a szovjet Koszmosz műhold-sorozat tagja, technológiai műhold. A szabványos rendszerben épített, háromszemélyes, szkafanderes-kétszemélyes Szojuz űrhajó (7K-TM) átalakított változatának kísérleti repülése.

## Küldetés
A Szojuz–Apollo űrrepüléshez módosított, űrrandevúrendszerrel, új típusú összekapcsoló rendszerrel ellátott űrhajó első gyakorlati próbája. Gyakorolták az automatikus irányítást, a manőverező képességet (stabilitás, helyzetmeghatározás, pályaváltoztatás). Automatikus vezérlési módon gazdasági, csillagászati, meteorológiai, földkutatási, halászati és biológiai megfigyelést végeztek.

## Jellemzői
A szovjet Központi tervező iroda (CKBEM) tervezte <= Центральное конструкторское бюро экспериментального машиностроения (ЦКБЕМ)> (OKB-1 <= ОКБ-1>, most OAO RKK Enyergija im. SP Koroljov <= ОАО РКК Энергия им. С. П. Королёва>). Az űrhajót kis átalakítással emberes programra, teherszállításra és mentésre (leszállásra) tervezték.
1974. április 3-án a Bajkonuri űrrepülőtér indítóállomásról egy Szojuz hordozórakétával (11A511U) juttatták Föld körüli, közeli pályára. Az orbitális egység pályája 89,4 perces, 51,8 fokos hajlásszögű, az elliptikus pálya perigeuma 187 kilométer, apogeuma 309 kilométer volt. Hasznos tömege 6570 kilogramm. Összesen 10 napot töltött a világűrben. A napelem-szárnyak a megnövelt teljesítményű akkumulátorokkal együtt szolgáltatták az energiát. Az űrhajó napelemek nélkül, kémiai akkumulátorokkal 14 napos program végrehajtására volt alkalmas.
Április 13-án földi parancsra belépett a légkörbe és hagyományos módon – ejtőernyős leereszkedés – visszatért a Földre.